# ノー・ウェイ・アウト
ノー・ウェイ・アウト(No Way Out)は、アメリカのプロレス団体WWEが主宰する、プロレス興行の名称。また、同興行を扱うPPVの名称でもある。開催は1年に1回。2010年からはWWEエリミネーション・チェンバー(WWE Elimination Chamber)と名称が変わるために開催は2009年で一旦終了となった。

## 試合結果

### 第1回大会（1998年）No Way Out of Texas: In Your House
- 開催日 : 2月15日
- 開催場所 : テキサス州ヒューストンのコンパック・センター
- 観客動員数 : 16,110人

- ○ザ・ヘッドバンガーズ（モッシュ＆スラッシャー） vs ゴールダスト＆マーク・メロ●

- WWFライトヘビー級王座戦 -WWF Light Heavyweight Championship-

○TAKAみちのく(c) vs パンテラ●
- ○ザ・ゴッドウィンズ（フィニアス・I・ゴッドウィン＆ヘンリー・O・ゴッドウィン） vs ザ・ケベッカーズ（ジャック＆ピエール）●

- NWA北米ヘビー級王座戦 -NWA North American Heavyweight Championship-

●ジェフ・ジャレット(c)（w / ジム・コルネット） vs ジャスティン "ホーク" ブラッドショー○
ジェフ・ジャレットの反則負けのため王座移動はなし
- ○ケン・シャムロック＆アーメッド・ジョンソン＆ディサイプルズ・オブ・アポカリプス(チェインズ＆8-ボール＆スカル) vs ネーション・オブ・ドミネーション(ファルーク＆"ザ・ロック" ロッキー・メイビア＆ディーロ・ブラウン＆カマ・ムスタファ＆マーク・ヘンリー)●

- ○ケイン vs ベイダー●

- ノーDQ・マッチ -No Disqualification Match-

○"ストーンコールド" スティーブ・オースチン＆オーエン・ハート＆カクタス・ジャック＆チェーンソー・チャーリー vs トリプルH＆ニュー・エイジ・アウトローズ(ロード・ドッグ＆ビリー・ガン)＆サビオ・ベガ●

### 第2回大会（2000年）WWF No Way Out 2000
- 開催日 : 2月27日
- 開催場所 : コネチカット州ハートフォードのハートフォード・シビック・センター
- 観客動員数 : 12,551人

- サンデー・ナイト・ヒート・マッチ/WWFライトヘビー級王座戦 -Sunday Night HEAT Match/WWF Light Heavyweight Championship-

●エッセ・リオス(c) vs ヘッドバンガー・モッシュ○
エッセ・リオスの反則負けのため王座移動はなし
- サンデー・ナイト・ヒート・マッチ -Sunday Night HEAT Match-

○アイボリー＆ミディオン vs ジャクリーン＆フナキ●
- WWFインターコンチネンタル王座戦 -WWF Intercontinental Championship-

●クリス・ジェリコ(c)（w / チャイナ） vs カート・アングル○
- WWFタッグ王座戦 -WWF Tag Team Championship-

●ニュー・エイジ・アウトローズ(ロード・ドッグ＆ビリー・ガン)(c) vs ダッドリー・ボーイズ(ババ・レイ・ダッドリー＆ディーボン・ダッドリー)○
- ○マーク・ヘンリー vs ヴィセラ●

- ○エッジ＆クリスチャン vs ハーディー・ボーイズ(マット・ハーディー＆ジェフ・ハーディー)（w / テリー）●

- ○タズ vs ビッグ・ボスマン●

ビッグ・ボスマンの反則負け
- ノー・ホールズ・バード・マッチ -No Holds Barred Match-

○X-パック（w / トーリー） vs ケイン（w / ポール・ベアラー）●
- ○トゥー・クール(グランマスタ・セクシー＆スコッティ・2・ホッティ＆リキシ) vs ラディカルズ(クリス・ベノワ＆ペリー・サターン＆ディーン・マレンコ)●

- WWF王座第一挑戦者決定戦 -Number One Contenders Match for the WWF Championship-

○ビッグ・ショー vs ザ・ロック●
- ヘル・イン・ア・セル形式WWF王座戦 -Hell in a Cell Match for the WWF Championship-

○トリプルH(c) vs カクタス・ジャック●

### 第3回大会（2001年）WWF No Way Out 2001
- 開催日 : 2月25日
- 開催場所 : ネバダ州ラスベガスのトーマス&マック・センター
- 観客動員数 : 15,223人

- サンデー・ナイト・ヒート・マッチ -Sunday Night HEAT Match-

○リキシ vs マット・ハーディー●
マット・ハーディーの反則負け
- WWFハードコア王座戦 -WWF Hardcore Championship-

●レイヴェン(c) vs ビリー・ガン○
- WWFハードコア王座戦 -WWF Hardcore Championship-

●ビリー・ガン(c) vs レイヴェン○
- WWFハードコア王座戦 -WWF Hardcore Championship-

●レイヴェン(c) vs ビッグ・ショー○
- フェイタル4ウェイ形式WWFインターコンチネンタル王座戦 -Fatal Four-Way Match for the WWF Intercontinental Championship-

○クリス・ジェリコ(c) vs クリス・ベノワ vs エディ・ゲレロ vs X-パック●
- ○ステファニー・マクマホン=ヘルムスリー vs トリッシュ・ストラタス●

- スリー・ステージ・オブ・ヘル・マッチ -Three Stages of Hell Match-

レギュラー・マッチ -Regular Match-
○"ストーンコールド" スティーブ・オースチン vs トリプルH●
ストリート・ファイト・マッチ -Street Fight Match-
○トリプルH vs スティーブ・オースチン●
スティール・ケージ・マッチ -Steel Cage Match-
○トリプルH vs スティーブ・オースチン●
- ○スティーブン・リチャーズ vs ジェリー・ローラー●

- トリプルスレットテーブル・マッチ形式WWFタッグ王座戦 -Triple Threat Tables Match for the WWF Tag Team Championship-

○ダッドリー・ボーイズ(ババ・レイ・ダッドリー＆ディーボン・ダッドリー)(c) vs ジ・アンダーテイカー＆ケイン vs エッジ＆クリスチャン●
- WWF王座戦 -WWF Championship-

●カート・アングル(c) vs ザ・ロック○

### 第4回大会（2002年）WWF No Way Out 2002
- 開催日 : 2月17日
- 開催場所 : ウィスコンシン州ミルウォーキーのブラッドリー・センター
- 観客動員数 : 15,235人
- 公式大会曲 : Rob Zombie - Feel So Numb

- サンデー・ナイト・ヒート・マッチ/WWFヨーロピアン王座戦 -Sunday Night HEAT Match/WWF European Championship -

○ダイヤモンド・ダラス・ペイジ(c) vs ビッグ・ボスマン●
ビッグ・ボスマンの反則負け
- タッグチーム・ターモイル・マッチ形式WWFタッグ王座第一挑戦者決定戦 -Number One Contenders Tag Team Turmoil Match for the WWF Tag Team Championship-

○A.P.A（ブラッドショー＆ファルーク） vs ビリー＆チャック● vs ハーディー・ボーイズ（マット・ハーディー＆ジェフ・ハーディー） vs ダッドリー・ボーイズ（ババ・レイ・ダッドリー＆ディーボン・ダッドリー） vs ランス・ストーム＆クリスチャン vs スコッティ・2・ホッティ＆アルバート
| 試合順 | 対戦カード                                                            | 敗退したスーパースター  | 退場させたスーパースター |
| 1      | ランス・ストーム＆クリスチャン vs スコッティ・2・ホッティ＆アルバート | スコッティ・2・ホッティ | クリスチャン             |
| 2      | ランス・ストーム＆クリスチャン vs ハーディー・ボーイズ                | クリスチャン            | ジェフ・ハーディー       |
| 3      | ハーディー・ボーイズ vs ダッドリー・ボーイズ                          | ディーボン・ダッドリー  | マット・ハーディー       |
| 4      | ハーディー・ボーイズ vs ビリー＆チャック                              | マット・ハーディー      | ビリー                   |
| 5      | ビリー＆チャック vs A.P.A                                             | ビリー                  | ブラッドショー           |

- ○ロブ・ヴァン・ダム vs ゴールダスト●

- WWFタッグ王座戦 -WWF Tag Team Championship-

○タズ＆スパイク・ダッドリー(c) vs ブッカー・T＆テスト●
- ブラス・ナックルズ・オン・ア・ポール・マッチ形式WWFインターコンチネンタル王座戦 -Brass Knuckles on a Pole Match for the WWF Intercontinental Championship-

○ウィリアム・リーガル(c) vs エッジ●
- ○ザ・ロック vs ジ・アンダーテイカー●

- WWF統一王座第一挑戦者決定戦 -Number One Contenders Match for the WWF Undisputed Championship- スペシャル・レフェリー ステファニー・マクマホン

○カート・アングル vs トリプルH●
- WWF統一王座戦 -WWF Undisputed Championship-

○クリス・ジェリコ(c) vs "ストーンコールド" スティーブ・オースチン●
備考
- かつてWCWで活躍したnWoがオリジナルメンバー（ハリウッド・ハルク・ホーガン、ケビン・ナッシュ、スコット・ホール）で復活。バックステージで挑発的な挨拶回りを行い、統一王座戦終了直後に乱入しオースチンを襲撃した。偶然だが『ノー・ウェイ・アウト』の頭文字を取ると「nWo」になることからプロモーションビデオなどでも度々誇張されていた。

### 第5回大会（2003年）WWE No Way Out 2003
- 開催日 : 2月23日
- 開催場所 : ケベック州モントリオールのベル・センター
- 観客動員数 : 15,100人
- 公式大会曲 : Evanescence feat. Paul McCoy - Bring Me to Life

- サンデー・ナイト・ヒート・マッチ -Sunday Night HEAT Match-

○レイ・ミステリオ vs ジェイミー・ノーブル●
- ○クリス・ジェリコ vs ジェフ・ハーディー●

- 世界タッグ王座戦 -World Tag Team Championship-

○ウィリアム・リーガル＆ランス・ストーム(c) vs ケイン＆ロブ・ヴァン・ダム●
- WWEクルーザー級王座戦 -WWE Cruiserweight Championship-

●ビリー・キッドマン(c) vs マット・ハーディー（w / シャノン・ムーア）○
- ○ジ・アンダーテイカー vs ビッグ・ショー（w / ポール・ヘイマン）●

- ハンディキャップ・マッチ -Handicap Match-

○ブロック・レスナー＆クリス・ベノワ vs チーム・アングル（カート・アングル＆シェルトン・ベンジャミン＆チャーリー・ハース）（w / ポール・ヘイマン）●
- 世界ヘビー級王座戦 -World Heavyweight Championship-

○トリプルH(c)（w / リック・フレアー） vs スコット・スタイナー●
- ○"ストーンコールド" スティーブ・オースチン vs エリック・ビショフ●

- ○ザ・ロック vs ハルク・ホーガン●

### 第6回大会（2004年）WWE SmackDown!'s No Way Out 2004
- 開催日 : 2月15日
- 開催場所 : カリフォルニア州サンフランシスコのカウ・パレス
- 観客動員数 : 11,000人
- 公式大会曲 : Rey Mysterio - Crossing Borders

- サンデー・ナイト・ヒート・マッチ -Sunday Night HEAT Match-

○タジリ＆アキオ＆サコダ vs ポール・ロンドン＆ビリー・キッドマン＆ウルティモ・ドラゴン●
- ハンディキャップ形式WWEタッグ王座戦 -Handicap Match for the WWE Tag Team Championship-

○リキシ＆スコッティ・2・ホッティ(c) vs バシャム・ブラザーズ（ダニー・バシャム＆ダグ・バシャム）＆シャニークワ●
- ブラインドフォールド・マッチ -Blindfold Match-

○ジェイミー・ノーブル vs ニディア●
- ○ザ・ワールド・グレイテスト・タッグチーム（シェルトン・ベンジャミン＆チャーリー・ハース） vs A.P.A（ブラッドショー＆ファルーク）●

- ○ハードコア・ホーリー vs ライノ●

- WWEクルーザー級王座戦 -WWE Cruiserweight Championship-

●レイ・ミステリオ(c) vs チャボ・ゲレロ（w / チャボ・ゲレロ・シニア）○
- トリプルスレット形式WWE王座第一挑戦者決定戦 -Triple Threat Number One Contenders Match for the WWE Championship-

○カート・アングル vs ビッグ・ショー vs ジョン・シナ●
- WWE王座戦 -WWE Championship-

●ブロック・レスナー(c) vs エディ・ゲレロ○

### 第7回大会（2005年）WWE SmackDown!'s No Way Out 2005
- 開催日 : 2月20日
- 開催場所 : ペンシルベニア州ピッツバーグのメロン・アリーナ
- 観客動員数 : 9,500人
- 公式大会曲 : Fozzy - Enemy

- サンデー・ナイト・ヒート・マッチ -Sunday Night HEAT Match-

○ハードコア・ホーリー＆チャーリー・ハース vs ケンゾー・スズキ＆レネ・デュプリー（w / ヒロコ）●
- WWEタッグ王座戦 -WWE Tag Team Championship-

●バシャム・ブラザーズ（ダニー・バシャム＆ダグ・バシャム）(c) vs エディ・ゲレロ＆レイ・ミステリオ○
- ○ブッカー・T vs ハイデンライク●

ハイデンライクの反則負け
- ガントレット・マッチ形式WWEクルーザー級王座戦 -Six Man Elimination Match for the WWE Cruiserweight Championship-

●フナキ(c) vs ポール・ロンドン vs アキオ vs シャノン・ムーア vs スパイク・ダッドリー vs チャボ・ゲレロ○
| 試合順 | 対戦カード                               | 勝者             |
| 1      | フナキ vs ポール・ロンドン               | ポール・ロンドン |
| 2      | ポール・ロンドン vs スパイク・ダッドリー | ポール・ロンドン |
| 3      | ポール・ロンドン vs シャノン・ムーア     | ポール・ロンドン |
| 4      | ポール・ロンドン vs アキオ               | ポール・ロンドン |
| 5      | チャボ・ゲレロ vs ポール・ロンドン       | チャボ・ゲレロ   |

- ○ジ・アンダーテイカー vs ルーサー・レインズ●

- WWE王座第一挑戦者決定トーナメント決勝戦 -Number One Contenders Tournament Final for the WWE Championship-

○ジョン・シナ vs カート・アングル●
- ボブ・ワイヤー・スティール・ケージ・マッチ形式WWE王座戦 -Barbed Wire Steel Cage Match for the WWE Championship-

○ジョン "ブラッドショー" レイフィールド(c) vs ビッグ・ショー●

### 第8回大会（2006年）WWE SmackDown!'s No Way Out 2006
- 開催日 : 2月19日
- 開催場所 : メリーランド州ボルチモアのファースト・マリナー・アリーナ
- 観客動員数 : 11,000人
- 公式大会曲 : Theory of a Deadman - Deadly Game

- サンデー・ナイト・ヒート・マッチ -Sunday Night HEAT Match-

○ブギーマン vs サイモン・ディーン●
- 9ウェイWWEクルーザー級王座戦 -Nine-Way WWE Cruiserweight Championship-

○グレゴリー・ヘルムズ(c) vs スーパー・クレイジー vs キッド・キャッシュ vs スコッティ・2・ホッティ vs ポール・ロンドン vs ブライアン・ケンドリック vs ナンジオ vs フナキ vs シコシス●
- ○ジョン "ブラッドショー" レイフィールド（w / ジリアン・ホール） vs ボビー・ラシュリー●

- ○マット・ハーディー＆タタンカ vs MNM（ジョニー・ナイトロ＆ジョイ・マーキュリー）（w / メリーナ）●

- WWE・US王座戦 -WWE United States Championship-

●ブッカー・T(c) vs クリス・ベノワ○
- 世界ヘビー級王座第一挑戦者決定戦 -Number One Contenders Match for the World Heavyweight Championship-

○ランディ・オートン vs レイ・ミステリオ●
- 世界ヘビー級王座戦 -World Heavyweight Championship-

○カート・アングル(c) vs ジ・アンダーテイカー●

### 第9回大会（2007年）WWE SmackDown!'s No Way Out 2007
- 開催日 : 2月18日
- 開催場所 : カリフォルニア州ロサンゼルスのステイプルズ・センター
- 観客動員数 : 17,134人
- 公式大会曲 : Monster Magnet - Powertrip

- ダーク・マッチ -Dark Match-

○ロブ・ヴァン・ダム vs シェルトン・ベンジャミン●
- ○クリス・ベノワ＆ザ・ハーディーズ（マット・ハーディー＆ジェフ・ハーディー） vs MVP＆MNM（ジョニー・ナイトロ＆ジョイ・マーキュリー）（w / メリーナ）●

- クルーザー級オープン形式WWEクルーザー級王座戦 -Cruiserweight Open for the WWE Cruiserweight Championship-

グレゴリー・ヘルムズ(c) vs ○チャボ・ゲレロ vs ジミー・ワン・ヤン vs ジェイミー・ノーブル vs シャノン・ムーア vs フナキ vs スコッティ・2・ホッティ vs デバリ
| 試合順 | 対戦カード                                      | 勝者                    |
| 1      | スコッティ・2・ホッティ vs デバリ               | スコッティ・2・ホッティ |
| 2      | スコッティ・2・ホッティ vs グレゴリー・ヘルムズ | グレゴリー・ヘルムズ    |
| 3      | グレゴリー・ヘルムズ vs フナキ                  | グレゴリー・ヘルムズ    |
| 4      | グレゴリー・ヘルムズ vs シャノン・ムーア        | グレゴリー・ヘルムズ    |
| 5      | グレゴリー・ヘルムズ vs ジミー・ワン・ヤン      | ジミー・ワン・ヤン      |
| 6      | ジミー・ワン・ヤン vs ジェイミー・ノーブル      | ジミー・ワン・ヤン      |
| 7      | ジミー・ワン・ヤン vs チャボ・ゲレロ            | チャボ・ゲレロ          |

- ○フィンレー＆リトル・バスタードvs ブギーマン＆リトル・ブギーマン●

- ○ケイン vs キング・ブッカー（w / クイーン・シャメール）●

- WWEタッグ王座戦 -WWE Tag Team Championship-

○ポール・ロンドン＆ブライアン・ケンドリック(c)（w / アシュリー） vs デュース・アンド・ドミノ（デュース＆ドミノ）（w / チェリー）●
- ECW世界ヘビー級王座戦 -ECW World Heavyweight Championship-

●ボビー・ラシュリー(c) vs Mr.ケネディ○
ラシュリーの反則負けのため王座移動はなし
- ○ジョン・シナ＆ショーン・マイケルズ（RAW） vs ジ・アンダーテイカー＆バティスタ（SmackDown!）●

### 第10回大会（2008年）WWE No Way Out 2008
- 開催日 : 2月17日
- 開催場所 : ネバダ州ラスベガスのトーマス&マック・センター
- 観客動員数 : 13,500人
- 公式大会曲 : Seether - Fake It

- ダーク・マッチ -Dark Match-

○ケイン vs シェルトン・ベンジャミン●
- ECW王座戦 -ECW Championship-

○チャボ・ゲレロ(c) vs CMパンク●
- SmackDown and ECWエリミネーション・チェンバー・マッチ -SmackDown/ECW Elimination Chamber: Winner Gets Opportunity at World Champion at WrestleMania-

○ジ・アンダーテイカー vs バティスタ vs グレート・カリ vs ビッグ・ダディ・V vs MVP vs フィンレー
| 退場順 | スーパースター       | 入場順 | 退場させたスーパースター |
| 1      | ビッグ・ダディ・V    | 3      | バティスタ               |
| 2      | グレート・カリ       | 4      | ジ・アンダーテイカー     |
| 3      | MVP                  | 6      | フィンレー               |
| 4      | フィンレー           | 5      | ジ・アンダーテイカー     |
| 5      | バティスタ           | 2      | ジ・アンダーテイカー     |
| 勝者   | ジ・アンダーテイカー | 1      |                          |

- キャリアスレッティングマッチ -Career Threatening Match-

○リック・フレアー vs Mr.ケネディ●
フレアーは負ければ引退しなければならない。
- 世界ヘビー級王座戦 -World Heavyweight Championship-

○エッジ(c)vs レイ・ミステリオ●
- WWE王座戦 -WWE Championship-

●ランディ・オートン(c)vs ジョン・シナ○
オートンの反則負けのため王座の移動はなし
- RAWエリミネーション・チェンバー・マッチ -Raw Elimination Chamber: Winner Gets Opportunity at WWE Champion at WrestleMania-

○トリプルH vs ジェフ・ハーディー vs ショーン・マイケルズ vs クリス・ジェリコ vs JBL vs ウマガ
| 退場順 | スーパースター       | 入場順 | 退場させたスーパースター |
| 1      | JBL                  | 4      | クリス・ジェリコ         |
| 2      | ウマガ               | 3      | クリス・ジェリコ         |
| 3      | クリス・ジェリコ     | 1      | ジェフ・ハーディー       |
| 4      | ショーン・マイケルズ | 2      | トリプルH                |
| 5      | ジェフ・ハーディー   | 6      | トリプルH                |
| 勝者   | トリプルH            | 5      |                          |

### 第11回大会（2009年）WWE No Way Out 2009
- 開催日 : 2月15日
- 開催場所 :ワシントン州シアトルのキーアリーナ
- 観客動員数 : 12,500人
- 公式大会曲 : Saliva - "Hunt you down"

- エリミネーション・チェンバー形式WWE王座戦 -Elimination Chamber Match for the WWE Championship-

エッジ(c) vs ジェフ・ハーディー vs ウラジミール・コズロフ vs ビッグ・ショー vs トリプルH○ vs ジ・アンダーテイカー
| 退場順 | スーパースター         | 入場順 | 退場させたスーパースター |
| 1      | エッジ                 | 1      | ジェフ・ハーディー       |
| 2      | ウラジミール・コズロフ | 3      | ジ・アンダーテイカー     |
| 3      | ビッグ・ショー         | 4      | トリプルH                |
| 4      | ジェフ・ハーディー     | 2      | ジ・アンダーテイカー     |
| 5      | ジ・アンダーテイカー   | 6      | トリプルH                |
| 勝者   | トリプルH              | 5      |                          |

- ノー・ホールズ・バード・マッチ -No Holds Barred Match-

○ランディ・オートン vs シェイン・マクマホン●
- ECW王座戦 -ECW Championship-

○ジャック・スワガー(c) vs フィンレー●
- オール・オア・ナッシング・マッチ -All or Nothing Match-

(マイケルズが勝てばJBLの従業員から解放され、多額の報酬を得る。JBLが勝てばマイケルズは一生JBLの従業員となる。)
○ショーン・マイケルズ vs JBL●
- エリミネーション・チェンバー形式世界ヘビー級王座戦 -Elimination Chamber Match for the World Heavyweight Championship-

ジョン・シナ(c) vs クリス・ジェリコ vs レイ・ミステリオ vs ケイン vs マイク・ノックス vs エッジ○
| 退場順 | スーパースター   | 入場順 | 退場させたスーパースター |
| 1      | ケイン           | 3      | レイ・ミステリオ         |
| 2      | マイク・ノックス | 4      | クリス・ジェリコ         |
| 3      | ジョン・シナ     | 6      | エッジ                   |
| 4      | クリス・ジェリコ | 2      | レイ・ミステリオ         |
| 5      | レイ・ミステリオ | 1      | エッジ                   |
| 勝者   | エッジ           | 5      |                          |

※本来ならコフィ・キングストンが出場する予定であったが、入場時にエッジがコフィを襲撃し、そのままチェンバー内の小部屋に立てこもり、無理やり出場した。

### 第12回大会（2012年）WWE No Way Out 2012
- 開催日 : 6月17日
- 開催場所 : ニュージャージー州イーストラザフォードのアイゾッド・センター
- 観客動員数 : 10,000人
- 公式大会曲 : チャーム・シティ・デビルズ - "Unstoppable"

- ダーク・マッチ -Dark Match-

○ブローダス・クレイ(w / キャメロン＆ナオミ) vs デビッド・オタンガ●
- 世界ヘビー級王座戦 -World Heavyweight Championship-

○シェイマス(c) vs ドルフ・ジグラー●
- タキシード・マッチ -Tuxedo match-　お互いがタキシードを着込み、最初に脱がせた方の勝ち

○サンティーノ・マレラ vs リカルド・ロドリゲス
- インターコンチネンタル王座戦　-WWE Intercontinental Championship-

○クリスチャン(c) vs コーディ・ローデス●
- フェイタル4ウェイ形式タッグチーム戦 -Fatal 4-Way Tag team Match -

○プライムタイム・プレイヤーズ(タイタス・オニール＆ダレン・ヤング) vs プリモ＆エピコ(w / A.W.＆ローザ・メンデス) vs ウーソズ(ジミー・ウーソ＆ジェイ・ウーソ) vs タイソン・キッド＆ジャスティン・ガブリエル
勝者はWWEタッグ王座への挑戦権を得る
- ディーヴァズ王座戦 -WWE Divas Championship-

○レイラ(c) vs ベス・フェニックス●
- ○シン・カラ vs フニコ（w / カマーチョ）●

- トリプルスレット形式WWE王座戦 -Triple Threat Match for WWE Championship-

○CMパンク(c) vs ダニエル・ブライアン vs ケイン●
- ハンディキャップ・マッチ -Handicap Match-

○ライバック vs Dan Delaney＆Rob Grymes●
- スティール・ケージ・マッチ

○ジョン・シナ vs ビッグ・ショー●
シナが勝てばジョン・ロウリネイティスGMがクビ、ビッグ・ショーが勝てばシナがクビ